# Codice ATC M03
Il codice ATC M03 "Miorilassanti" è un sottogruppo terapeutico del sistema di classificazione Anatomico Terapeutico e Chimico, un sistema di codici alfanumerici sviluppato dall'OMS per la classificazione dei farmaci e altri prodotti medici. Il sottogruppo M03 fa parte del gruppo anatomico M dei disturbi del Sistema muscolare-Sistema scheletrico e Articolazioni.
Codici per uso veterinario (codici ATCvet) possono essere creati ponendo la lettera Q di fronte al codice ATC umano: QM03 ...  I codici ATCvet senza corrispondente codice ATC umano sono riportati nella lista seguente con la Q iniziale.
Numeri nazionali della classificazione ATC possono includere codici aggiuntivi non presenti in questa lista, che segue la versione OMS.

## M03A Rilassanti muscolari, agenti ad azione periferica

### M03AA Alcaloidi del curaro
M03AA01 Alcuronio
M03AA02 Tubocurarina
M03AA04 Dimetiltubocurarina

### M03AB Derivati della colina
M03AB01 Succinilcolina

### M03AC Altri composti ammonici quaternari
M03AC01 Pancuronio
M03AC02 Gallamina
M03AC03 Vecuronio
M03AC04 Atracurium
M03AC05 Esafluronio
M03AC06 Pipecuronio bromuro
M03AC07 Doxacurio cloruro
M03AC08 Fazadinio bromuro
M03AC09 Rocuronio bromuro
M03AC10 Mivacurio cloruro
M03AC11 Cisatracurium

### M03AX Altri rilassanti muscolari, agenti ad azione periferica
M03AX01 Tossina botulinica

## M03B Rilassanti muscolari, agenti ad azione centrale

### M03BA Esteri dell'acido carbammico
M03BA01 Fenprobamato
M03BA02 Carisoprodol
M03BA03 Metocarbamolo
M03BA04 Stiramato
M03BA05 Febarbamato
M03BA51 Fenprobamato, combinazioni esclusi psicolettici
M03BA52 Carisoprodolo, combinazioni esclusi psicolettici
M03BA53 Metocarbamolo, combinazioni esclusi psicolettici
M03BA71 Fenprobamato, combinazioni con psicolettici
M03BA72 Carisoprodolo, combinazioni con psicolettici
M03BA73 Metocarbamolo, combinazioni con psicolettici
QM03BA99 Combinazioni

### M03BB Derivati dell'oxazolo, tiazina e triazina
M03BB02 Clormezanone
M03BB03 Clorzoxazone
M03BB52 Clormezanone, combinazioni esclusi psicolettici
M03BB53 Clorzoxazone, combinazioni esclusi psicolettici
M03BB72 Clormezanone, combinazioni con psicolettici
M03BB73 Clorzoxazone, combinazioni con psicolettici

### M03BC Eteri chimicamente vicini agli antistaminici
M03BC01 Orfenadrina (citrato)
M03BC51 Orfenadrina, combinazioni

### M03BX Altri agenti ad azione centrale
M03BX01 Baclofen
M03BX02 Tizanidina
M03BX03 Pridinolo
M03BX04 Tolperisone
M03BX05 Tiocolchicoside
M03BX06 Mefenesina
M03BX07 Tetrazepam
M03BX08 Ciclobenzaprina
M03BX09 Eperisone
M03BX30 Feniramidolo
M03BX55 Tiocolchicoside, combinazioni
QM03BX90 Guaifenesina

## M03C Rilassanti muscolari, agenti ad azione diretta

### M03CA Dantrolene e derivati
M03CA01 Dantrolene